# Sahan
Sahan is een bestuurslaag in het regentschap Timor Tengah Selatan van de provincie Oost-Nusa Tenggara, Indonesië. Sahan telt 1854 inwoners (volkstelling 2010).